# Śmieciarka

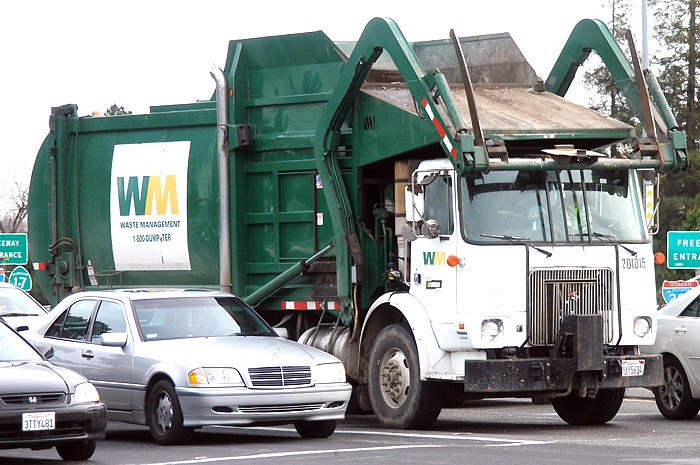
Typowa śmieciarka w Stanach Zjednoczonych ładowana z przodu

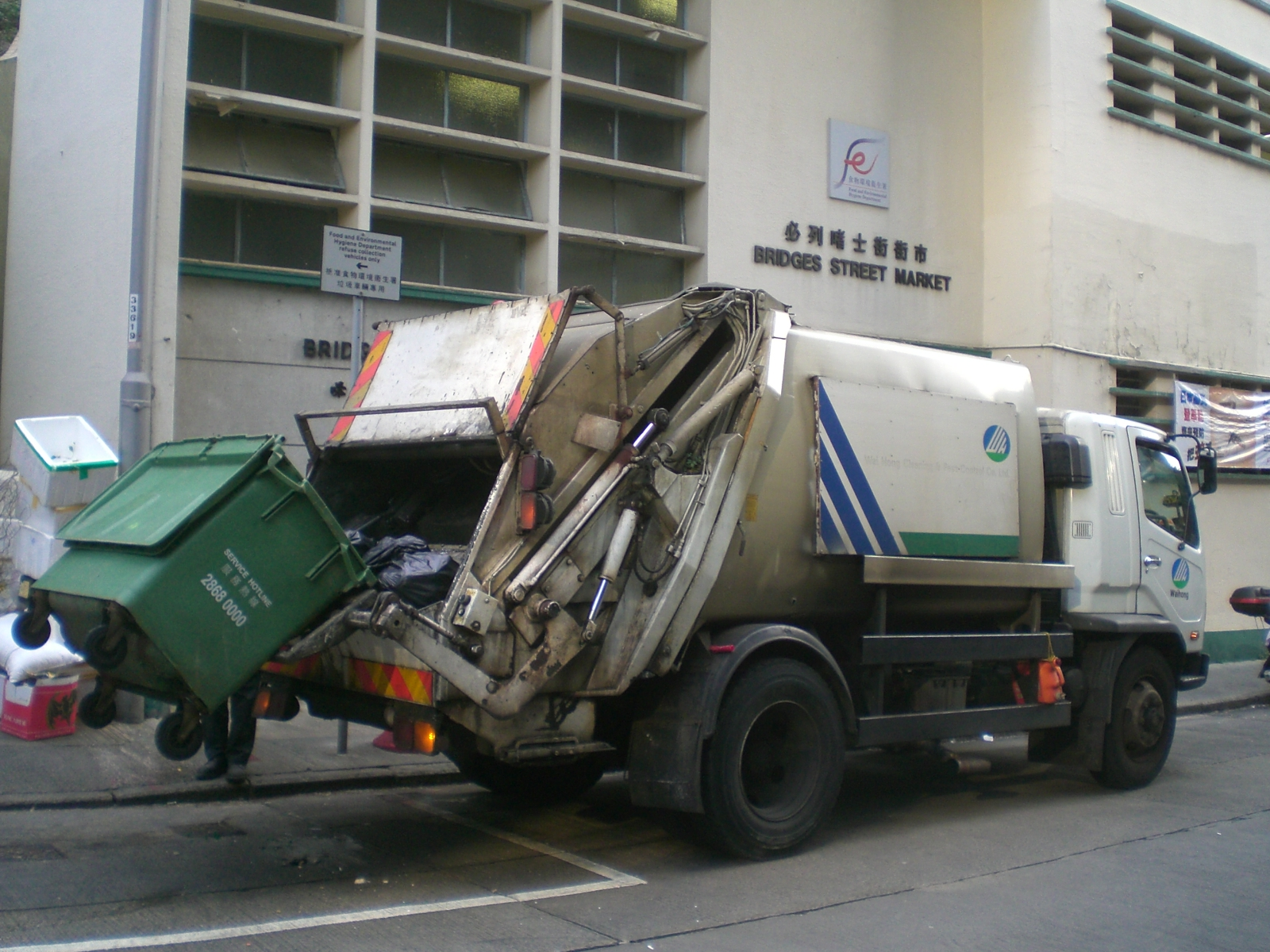
Śmieciarka w Hongkongu ładowana z tyłu

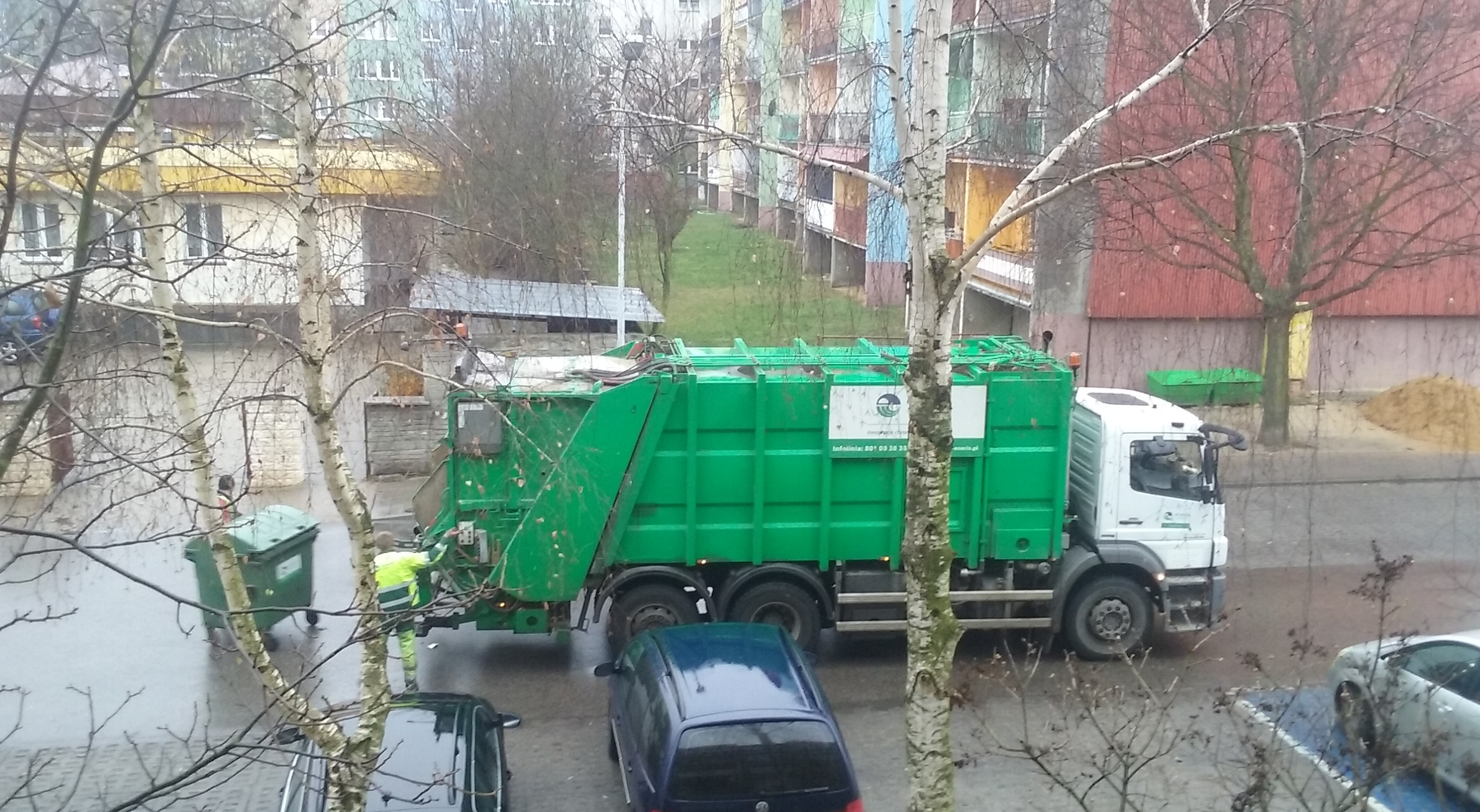
Śmieciarka w Tomaszowie Mazowieckim, (województwo łódzkie)

Śmieciarka – należący do grupy pojazdów komunalnych samochód specjalny zbudowany zazwyczaj na podwoziu samochodu ciężarowego. Przystosowany jest do zbiórki odpadów komunalnych i wywozu ich na miejsce składowania (wysypisko śmieci) lub utylizacji. Cechą charakterystyczną śmieciarki jest urządzenie załadunkowe umożliwiające wysypywanie odpadów do skrzyni ładunkowej bezpośrednio z pojemników dostosowanych do tego urządzenia oraz zgniatarka, pozwalająca pomieścić więcej odpadów przy tej samej pojemności pojazdu.
Poszczególne konstrukcje śmieciarek mogą różnić się rozwiązaniami załadowywania i wyładowywania odpadów. Istnieją podstawowe cztery typy śmieciarek.
- Ładowane z przodu[2] ogólnie mówiąc można je spotkać w obsłudze przemysłu, np. fabryk. Te śmieciarki mają duże wysięgniki z przodu, które są wkładane w specjalne otwory w pojemnikach na śmieci. Następnie pojemnik jest unoszony do góry, a śmieci wpadają w otwór śmieciarki. Do obsługi wystarcza zazwyczaj jedna osoba.

- Ładowane z tyłu[2] zazwyczaj obsługują domy mieszkalne (bezpyłowe). Mają otwór z tyłu samochodu, przez który obsługa śmieciarki ładuje pojemniki na śmieci wytaczane ze śmietnika na ulicę. Wóz ma z tyłu mechanizm, który umożliwia podniesienie kubła ze śmieciami. Klapa kubła otwiera się przy podniesieniu, a śmieci wpadają do kontenera śmieciarki. Tego typu samochody mają zazwyczaj systemy zgniatania śmieci, które zmniejszają ich objętość. Do obsługi wymagane jest kilka osób.

- Ładowanie z boku[2] jest wersją ładowania z przodu lub z tyłu. Zazwyczaj używane są do podnoszenia średniej wielkości pojemników, które ustawiane są na ulicy przed domami mieszkalnymi w określony dzień tygodnia. Dzięki temu wystarcza tylko kierowca śmieciarki, który pełni też w tym wypadku rolę ładowacza. Kierowca nie musi wychodzić z samochodu, chyba że pojemnik jest źle ustawiony.

- Zbieranie ssawą można porównać do olbrzymiego odkurzacza. Ssawa ssie śmieci olbrzymią rurą. System ten umożliwia operatorowi śmieciarki zebrać śmieci nawet wtedy, kiedy są one blokowane przez samochody na ulicy.

## Inne pojazdy wykorzystywane do wywozu odpadów

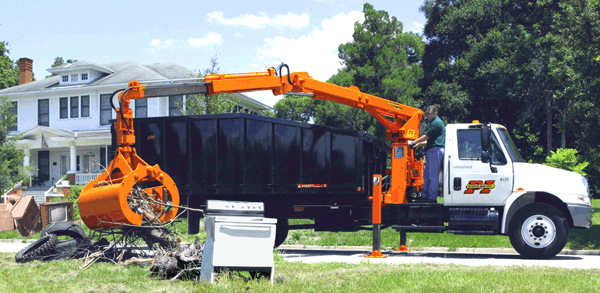
Pojazd do wywozu złomu z chwytakiem

### Odpady komunalne stałe
Oprócz śmieciarek do wywozu odpadów komunalnych wykorzystywane są również:
- samochody dostawcze – szczególnie w przypadkach (interwencyjnego) opróżniania ulicznych koszy na śmieci,
- hakowce i bramowce – do przewozu większych kontenerów na śmieci,
- samochody z systemem HDS – np. do opróżniania pojemników do selektywnej zbiórki odpadów[4].

### Inne odpady
Spośród samochodów wykorzystywanych do wywozu odpadów innych, niż komunalne stałe, wyróżnić można:
- pojazdy asenizacyjne do wywozu odpadów ciekłych,
- pojazdy ADR – przystosowane do przewozu odpadów niebezpiecznych,
- inne specjalistyczne pojazdy przystosowane do przewozu konkretnych rodzajów odpadów (np. sypkich).

Oprócz pojedynczych pojazdów do wywozu odpadów, wykorzystywane są również zestawy drogowe (pojazd + przyczepa lub ciągnik + naczepa).